# Euplexia britannica
Euplexia britannica là một loài bướm đêm trong họ Noctuidae.